# Tiziano Minio
Tiziano Aspetti, appelé Tiziano Minio, dit Tiziano da Padova, est un fondeur de bronze, stuccateur et un sculpteur italien, né à Padoue vers 1511, mort dans la même ville en 1552.

## Biographie
Tiziano Minio est le fils de Guido Aspetti, dit Guido Lizarri, fabricant de peigne pour toiles, métier traditionnel de la famille, et fondeur de bronze, et de Paola, fille de Giacomo de Ciario.
La vie de Tiziano Minio s'est presque entièrement passée à Padoue, avec des séjours à Venise, et peut-être à Pesaro et Urbino.
En 1529, il est apprenti dans l'atelier de Giovanni Maria Mosca. Il a réalisé le décor en stuc de la chapelle Saint Antoine de la basilique Saint-Antoine de Padoue en 1533. Il a travaillé entre les années 1534 et 1537 à la réalisation des décors de l'Odéon Cornaro, conçus par Giovanni Maria Falconetto pour Alvise Cornaro. En 1535, il a créé dans l'oratoire San Rocco le retable en stuc de San Rocco avec saint Roch et deux saints, déposé Musée civique de Padoue avant d'être replacé dans l'oratoire en 2012,.

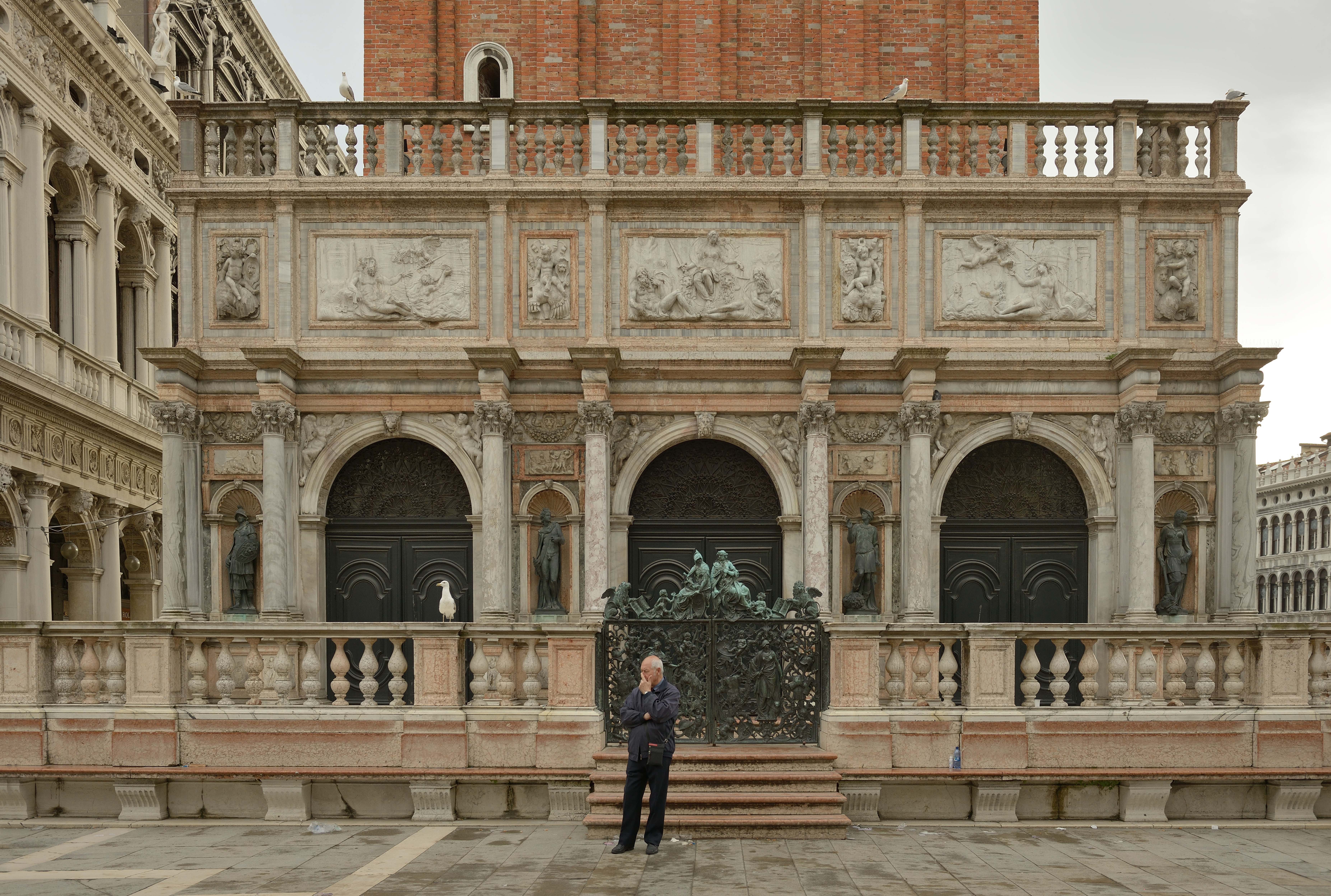
Loggetta de Sansovino et les bas-reliefs situés sous la balustrade (à gauche, l'île de Candie), au centre Venise représentée par la Justice, à droite, l'île de Chypre

Il est à Venise en 1536 où il perçoit une récompense pour l'encadrement en stuc de la lunette de la Vierge situé côté intérieur du portail principal de la basilique Saint-Marc. Il travaille à Venise, avec Jacopo Sansovino qui devait être son maître, à un bas-relief de la Loggetta (bas-relief représentant l'île de Candie, à gauche) se trouvant au pied du campanile avec Girolamo Lombardo, Danese Cattaneo, réalisé entre 1539 et 1544. Il est retourné à Padoue en avril 1539 et en février 1541 pour sculpter le blason du podestat Marc'Antonio Contarini avec deux grandes figures ailées vers la piazza delle Erbe. Il a réalisé avec Desiderio da Firenze le couvercle en bronze des fonts baptismaux de la basilique Saint-Marc en 1545.
Il retourne ensuite à Padoue où il a réalisé, entre autres, la statue monumentale de la Justice du Palazzo comunale, en 1552.
Dans une lettre de 1547, Pierre l'Arétin lui demande de venir à Pesaro et Urbino pour mettre en place les décors et les équipements nécessaires pour le mariage de Guidobaldo II della Rovere avec Vittoria Farnèse.

## Famille
- Grazioso Aspetti, originaire de Bologne mais établi à Padoue (actif à Padoue en 1471),
  - Guido Aspetti (†1528), dit Guido Lizzaro, fondeur à Padoue. Il est le fondeur en bronze de la Décollation de saint Jean-Baptiste réalisée par Giovanni Maria Mosca, ou Giammaria Mosca (1495/1499-1574), dit Il Padovano (actif à Padoue à partir de 1507, à Venise puis en Pologne de 1532 à 1573), se trouvant dans la sacristie nord de la cathédrale de Padoue[7]
    - Tiziano Aspetti (Padoue, 1511/1512-1552), dit Tiziano Minio, aussi appelé Tiziano da Padova quand il travaille à Venise, reprend l'atelier de fonderie de son père, sculpteur à Padoue et à Venise,
    - Francesco Aspetti marié en 1557 à Ginevra de Vedutis, bombardier et combattant sur les galères vénitiennes, puis reprend l'atelier de fondeur après la mort de Tiziano Minio,
      - Tiziano Aspetti (Padoue, 1557/1559-Pise, 1606),

    - Grazioso Aspetti.

## Œuvres attribuées
- Décor en stuc de la chapelle Saint Antoine de la basilique Saint-Antoine de Padoue (1533).
- Retable de l'oratoire de San Rocco, à Padoue (1535).
- Décors de l'Odéon Cornaro, à Padoue (1534-1537)
- Bas-relief de la Loggetta de Sansovino (1539-1544).
- Couvercle en bronze des fonts baptismaux de la Basilique Saint-Marc (1545)[8].
- Nettuno (Quos ego) (1550-115), dans le Palazzo di Venezia à Rome[9].
- Justice (1552) au Palazzo comunale de Padoue.